# André Dupuy (historien)
Pour les articles homonymes, voir André Dupuy et Dupuy.
André Dupuy est un historien français né le 31 octobre 1928 à Lavit-de-Lomagne et mort à Montpellier le 17 mars 2018.

## Biographie
Fils de paysans, c'est à seize ans qu'André Dupuy décide de devenir historien. Son amour pour la Gascogne le pousse à faire des recherches consacrées à la Lomagne et plus généralement à l'Occitanie, région qu'il définit à travers une vingtaine d'ouvrages qu'il consacre à sa géographie, à son histoire et aux diverses personnalités qui font sa richesse (Pierre de Fermat, par exemple, ou le poète de langue occitane Jean-Géraud d'Astros). C'est en cela que l'on peut parler de projet encyclopédique organisé autour d'un même sujet. Il fonde en 1997 l'association La Lomagne mémoire pour demain, qui regroupe les principaux chercheurs et universitaires de la région qui souhaitent unifier leurs sources et qui organise annuellement des colloques et publications consacrés à la civilisation occitane. En parallèle de ses activités d'historien, André Dupuy est également éditeur : il fonde en 2000 une maison d'édition, Les Cahiers de la Lomagne, qui entend se focaliser sur des projets ayant trait à la Gascogne.